# AMD 700 칩셋 시리즈
AMD 700 칩셋 시리즈는 AM3 소켓을 지원하는 칩셋이다.
현재 2012년은 (AMD 셈프론 사르가스 145 - 2.8Ghz Single-Core ),(AMD 셈프론 사르가스 140 - 2.7Ghz Single Core) 만 판매하고 있다.
AMD 셈프론 시리즈는 싱글코어와 듀얼코어를 생산하고 있으며 주로 싱글코어위주로 생산하는 시리즈다.

## 라인업

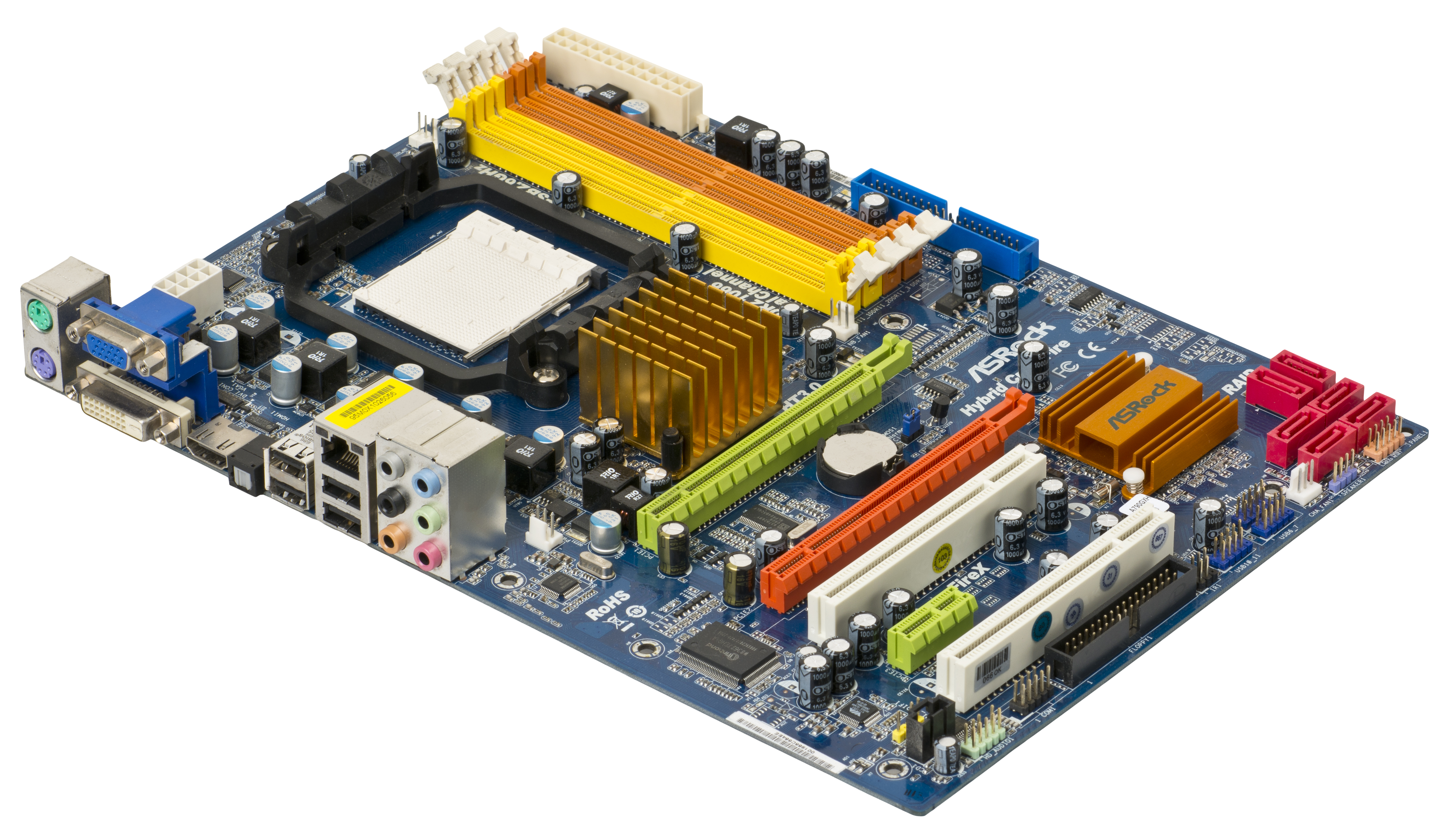
790GX 노스브리지 칩셋을 사용하는 메인보드.

- 790FX
- 790X
- 790GX
- 785G
- 785E
- 780G/780V
- 780E
- 770
- 760G
- 740G
- 740
- Southbridges

## 같이 보기
- ATI 테크놀로지스
- AMD 칩셋 목록
- AMD 그래픽 처리 장치 목록